# Vân Trung
Vân Trung is een xã in huyện Việt Yên, een district in de Vietnamese provincie Bắc Giang.
Vân Trung ligt op de noordelijke oever van de Cầu.